# Patricio Garino
Patricio Nicolás Garino Gullota (Mar del Plata, 17 de mayo de 1993) es un baloncestista argentino que actualmente juega en el Estudiantes de la Primera FEB. Con 1,98 metros de altura, se desempeña como alero. 
Desde 2015, disputa partidos con la selección absoluta argentina, habiendo hecho su debut oficial en los Juegos Panamericanos de 2015.

## Historia
Patricio, además de jugar al básquet, también practicó fútbol y natación. Realizó las divisiones inferiores en equipos marplatenses como Teléfonos, New Sport y Unión hasta la edad de 16 años, cuando decidió trasladarse a Estados Unidos para terminar sus estudios a la vez que jugaba al básquet.
Además de los equipos, comenzó a participar en seleccionados a la edad de 14 años, donde integró tanto selecciones de la ciudad, de la provincia y más tarde, nacionales. 
Logró llegar a Estados Unidos tras un certamen de perfeccionamiento (o campus) organizado por la NBA en México y al cual, junto con otros siete argentinos, fueron llevados por la CABB.

### Juveniles en Estados Unidos
Su primer equipo en el país norteamericano fue el Montverde Academy, donde ayudó a que «las águilas» llegaran a conseguir un récord de 23 victorias y 4 derrotas.

### Universidad de George Washington Colonials

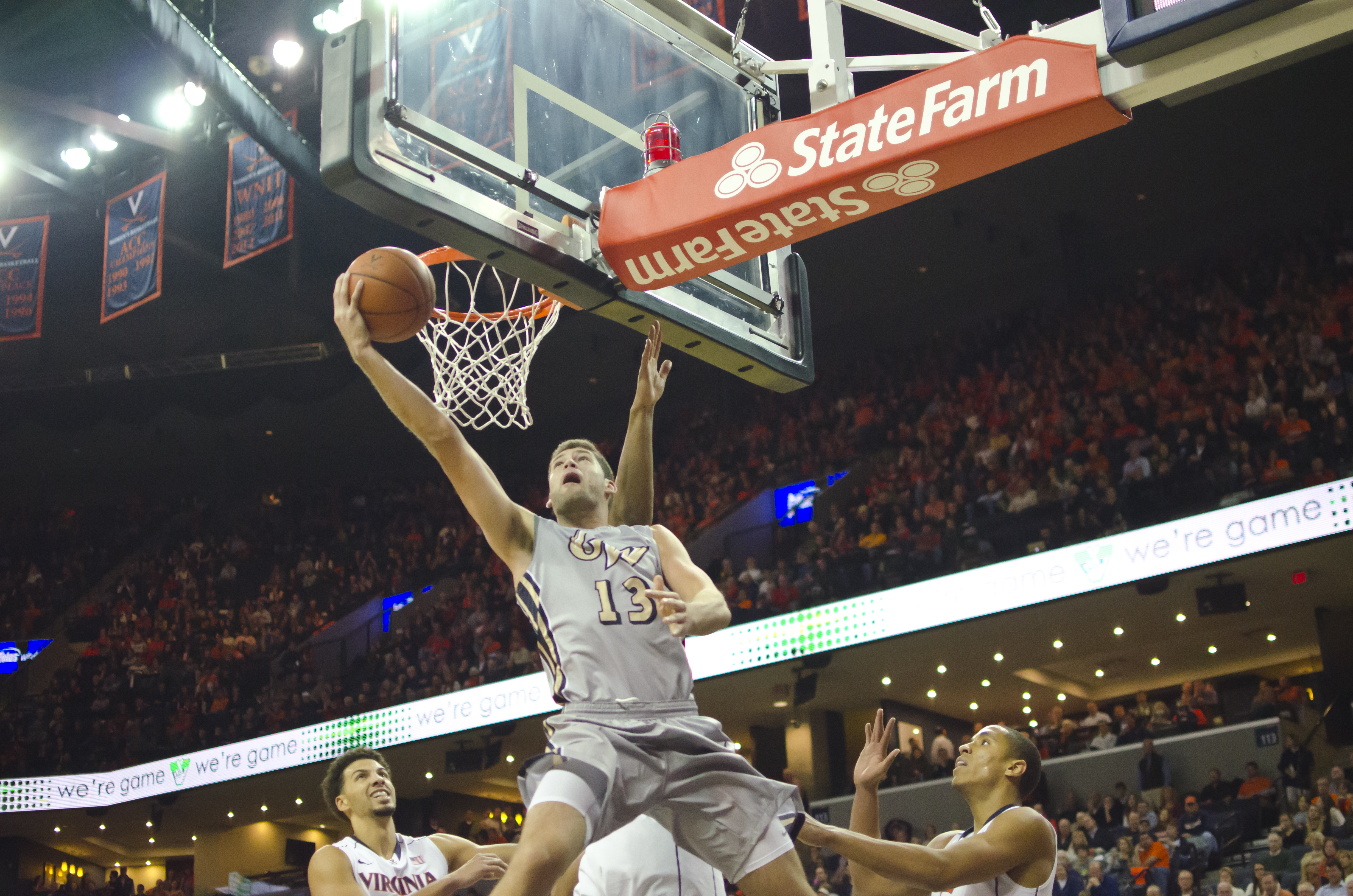
Garino en los Colonials

Tras finalizar la secundaria fue elegido para jugar en George Washington Colonials, equipo de la división «Atlantic-10» de la NCAA, donde fue uno de los tres jugadores en iniciar todos los 30 partidos dentro de la cancha en su temporada inicial. Terminó segundo del equipo en asistencias, tercero en puntos por partidos y en minutos por partido. En su segunda temporada fue el cuarto del equipo y décimo en la divisional en puntos por partido. Se perdió siete partidos por una fractura en uno de sus dedos. Su tercera temporada también fue buena, donde alcanzó la cifra de 1000 puntos convertidos en su carrera. El equipo llegó a cuartos de final, fue reconocido como jugador de la semana en su universidad e incluido en los 10 mejores de ESPN durante diciembre de 2014. Fue nuevamente elegido dentro del equipo de mejores jugadores defensivos en la división, siendo el tercer jugador del equipo en la historia en lograrlo. En 2016, durante su última temporada en el básquet universitario, es elegido para disputar el «Final Four» de la NCAA en un combinado de jugadores latinoamericanos. En esa misma semana se consagra campeón del NIT, National Invitation Tournament, en español, Torneo Nacional por Invitación, siendo la primera vez que la universidad obtiene un torneo de postemporada en baloncesto masculino.

### Carrera post-universidad
Tras su último año en la universidad, Patricio comenzó a entrenarse con varios equipos NBA, Boston Celtics, Memphis Grizzlies, Orlando Magic y Sacramento Kings. En ese momento, había surgido la posibilidad de que fuese invitado al Draft de la NBA de 2016, aunque no fue así. Más tarde, una vez concluido el draft, fue invitado a participar en la NBA Summer League por Orlando Magic.

Obviamente que es una satisfacción muy grande poder estar presente en la liga de verano. Es una alegría saber que un equipo está interesado y creo que va a ser una oportunidad para poder seguir mostrándome en frente de todos los equipos.

Pasada la Summer League, Patricio recibe el ofrecimiento de San Antonio Spurs para integrar su plantel de pretemporada, donde forma parte del equipo con Manu Ginóbili y Nicolás Laprovittola, compañeros del seleccionado argentino. En declaraciones posteriores y a falta de pocos días para que se diera a conocer la plantilla definitiva de los Spurs, admitió no estar «en el nivel para la NBA» y confesó su deseo por fichar en Austin Spurs, equipo de la D-League propiedad de San Antonio Spurs. El 22 de octubre se hace definitivo que Patricio no integraría el equipo principal de los Spurs tras ser desafectado del plantel en el corte definitivo previo al inicio de la temporada.
A fines de octubre de 2016 se lo confirmó como uno de los jugadores que integrarán los entrenamientos de pretemporada en Austin Spurs. Fue asignado a Austin como afiliado, es decir que aún está «en la mira» de San Antonio Spurs pero, al pasar a Austin, puede firmar contrato con los demás equipos NBA libremente.

### Llegada a Orlando Magic
En abril de 2017 y tras una gran temporada en Austin Spurs, donde jugó 49 partidos y promedió 11,2 puntos, 3,4 rebotes y 2 asistencias, es contratado por Orlando Magic tras que el equipo de la NBA hubiese cortado a un jugador. Patricio debutó en la caída del Magic contra Cleveland Cavaliers 122 a 102 el 4 de abril de 2017. Jugó 4 minutos y logró un rebote.
Además integró el equipo de Orlando Magic en la NBA Summer League. Tras dicho torneo fue cortado del plantel por la franquicia y pasó a ser un jugador libre.

### Saski Baskonia
En septiembre de 2017 fichó por el Saski Baskonia de la liga ACB. En 2019 sufrió la rotura del ligamento cruzado anterior en la rodilla derecha, lesión que lo margina de las canchas por tiempo prolongado.

### Žalgiris Kaunas
En julio de 2020, se compromete con el Žalgiris Kaunas de la LKL.

### JSF Nanterre
El 20 de agosto de 2021, firma por el JSF Nanterre de la Liga de baloncesto de Francia. El 20 de noviembre se anunció que Garino había sufrido un desgarro muscular, que lo alejaría de las canchas por unas semanas mientras hacía la recuperación. Sin embargo, en enero de 2022, el club y Garino de mutuo acuerdo decidieron rescindir el contrato para que el jugador pudiera seguir por su cuenta con el tratamiento.

### Bàsquet Girona
El 16 de julio de 2022, firma por el Bàsquet Girona de la Liga Endesa, con el que disputó 28 partidos.

### Baloncesto Fuenlabrada
El 29 de diciembre de 2023, firma por el Baloncesto Fuenlabrada de la Liga LEB Oro.

### CB Estudiantes
El 26 de junio de 2024, firma por el Estudiantes de la Liga LEB Oro.

## Selección nacional
En 2015, fue parte del equipo que compitió en el Campeonato FIBA Américas disputado en Ciudad de México, obteniendo la clasificación a los Juegos Olímpicos de 2016 y el segundo puesto en este torneo.
En 2019, tuvo una destacada actuación en la Selección Argentina que ganó la medalla de oro en los Juegos Panamericanos de Lima. Este fue el primer título oficial de Garino jugando en la selección mayor de Argentina. Además, fue uno de los aleros del plantel que conquistó la medalla de plata en el Mundial de China de ese año.
En verano de 2021, fue parte de la selección absoluta argentina que participó en los Juegos Olímpicos de Tokio 2020, que quedó en séptimo lugar.

## Estadísticas

### Equipos
| Equipo                      | Torneo           | PJ  | Pts | Min  | Dobles | Dobles | Triples | Triples | Libres | Libres | Rebotes | Rebotes | As  |
| Equipo                      | Torneo           | PJ  | Pts | Min  | C      | L      | C       | L       | C      | L      | Def     | Of      | As  |
| --------------------------- | ---------------- | --- | --- | ---- | ------ | ------ | ------- | ------- | ------ | ------ | ------- | ------- | --- |
| George Washington Colonials | NCAA 2012-13     | 30  | 265 | 806  | 96     | 225    | 16      | 56      | 57     | 88     | 67      | 34      | 62  |
| George Washington Colonials | NCAA 2013-14     | 26  | 315 | 747  | 115    | 205    | 12      | 35      | 73     | 123    | 69      | 45      | 51  |
| George Washington Colonials | NCAA 2014-15     | 35  | 433 | 1107 | 153    | 288    | 16      | 54      | 111    | 151    | 110     | 75      | 52  |
| George Washington Colonials | NCAA 2015-16     | 38  | 537 | —    | 263    | 398    | 58      | 135     | 73     | 106    | 161     | 161     | 56  |
| George Washington Colonials | Totales          | 129 | —   | 1550 | 567    | 1116   | 102     | 280     | 314    | 468    | 561     | 561     | 221 |
| Austin Spurs                | D-League 2016-17 | 49  | 548 | 1429 | 144    | 298    | 58      | 135     | 86     | 112    | 149     | 20      | 99  |
| Orlando Magic               | NBA 2016-17      | 5   | 0   | 43   | 0      | 2      | 0       | 5       | 0      | 0      | 6       | 1       | 0   |

### Selección nacional
Fuente: FIBA Américas.
| Equipo                    | Torneo                  | PJ | Pts | Min | Dobles | Dobles | Triples | Triples | Libres | Libres | Rebotes | Rebotes | As |
| Equipo                    | Torneo                  | PJ | Pts | Min | C      | L      | C       | L       | C      | L      | Def     | Of      | As |
| ------------------------- | ----------------------- | -- | --- | --- | ------ | ------ | ------- | ------- | ------ | ------ | ------- | ------- | -- |
| Selecciones menores       | Sudamericano U-15 2008  | 4  | 55  | 107 | 18     | 25     | 4       | 16      | 7      | 14     | 11      | 11      | 6  |
| Selecciones menores       | Sudamericano U-17 2009  | 5  | 35  | 74  | 13     | 24     | 2       | 8       | 3      | 7      | 16      | 16      | 4  |
| Selecciones menores       | FIBA Américas U-16 2009 | 5  | 53  | 107 | 20     | 32     | 2       | 16      | 7      | 18     | 18      | 18      | 9  |
| Selecciones menores       | FIBA Américas U-18 2010 | 4  | 22  | 88  | 5      | 13     | 3       | 10      | 3      | 4      | 11      | 11      | 10 |
| Selecciones menores       | Mundial U-17 2010       | 7  | 93  | 295 | 28     | 60     | 7       | 23      | 16     | 25     | 45      | 45      | 20 |
| Selecciones menores       | Mundial U-19 2011       | 9  | 85  | 179 | 13     | 33     | 15      | 36      | 14     | 17     | 38      | 38      | 8  |
| Argentina Selección mayor | Panamericanos 2015      | 4  | 31  | 81  | 6      | 10     | 2       | 8       | 13     | 15     | 10      | 10      | 5  |
| Argentina Selección mayor | Copa Tuto Marchand 2015 | 3  | 24  | 79  | 3      | 7      | 4       | 5       | 6      | 10     | 10      | 10      | 3  |
| Argentina Selección mayor | FIBA Américas 2015      | 10 | 77  | 256 | 20     | 31     | 8       | 19      | 13     | 14     | 25      | 25      | 15 |
| Argentina Selección mayor | JJ. OO. Río 2016        | 6  | 38  | 149 | 11     | 16     | 4       | 12      | 4      | 5      | 13      | 6       | 3  |